# Lucius Decidius Saxa
Sauf précision contraire, les dates de cet article sont sous-entendues « avant l'ère commune » (AEC), c'est-à-dire « avant Jésus-Christ ».
Lucius Decidius Saxa (mort en 40 av. J.-C.), parfois confondu avec Decidus, est un partisan de Jules César et de Marc Antoine durant les guerres civiles de la République romaine au Ier siècle av. J.-C..
Il naît en Espagne, mais est peut-être d'origine italienne. En 49 av. J.-C., il combat sous les ordres de Jules César en Espagne contre une armée de Pompée. En 44 av. J.-C., il est tribun de la plèble et après l'assassinat du dictateur, il passe à Marc Antoine. Au début de l'année 43 av. J.-C., il apporte son aide à Marc Antoine qui est assiégé dans Mutina. En 42 av. J.-C., après la fondation du second Triumvirat et avant la bataille de Philippes, Marc Antoine nomme Decidius Saxa et Caius Norbanus Flaccus à la tête d'une force avancée de huit légions en Thrace.
Il est ensuite nommé gouverneur de la Syrie par Marc Antoine (41 av. J.-C.) tandis que Norbanus est élu consul en 38 av. J.-C., signe du prestige de leur victoire sur les Liberatores. En 40 av. J.-C., Il subit une lourde défaite près d'Antioche face à une invasion parthe menée par le pompéien Quintus Labienus. Il s'enfuit en Cilicie où il est capturé et exécuté par les Parthes. Plusieurs des aigles de ses légions vaincues sont capturées. Elles seront rendues à Rome en 20 av. J.-C. avec les emblèmes pris sur Crassus en 53 av. J.-C., après une courte guerre et des négociations de l'empereur Auguste.
Un frère de Decidius Saxa fut son questeur en Syrie en 40 av. J.-C. et combattit avec lui contre les Parthes, mais ses soldats désertèrent à l'ennemi et il dut se rendre à Quintus Labienus.